# 東京都保健医療局
東京都保健医療局（とうきょうとほけんいりょうきょく、英称：Tokyo Metropolitan Government Bureau of Public Health）は、2023年（令和5年）7月に設置された東京都の知事部局の一つ。
業務内容は、前身の福祉保健局が所掌していた業務のうち、医療提供体制の整備、健康づくりなどの施策、国民健康保険制度の円滑な運営に関する事務などである。新型インフルエンザや食品偽装問題などの健康危機に対して迅速かつ総合的な対応を図るため、食品・医薬品の監視指導、環境保健対策、感染症対策も行う。2020年（令和2年）以降は新型コロナ禍への対応も担っている。
2004年（平成16年）8月に「福祉局」「健康局」を統合して前身の福祉保健局が発足した後、知事部局では最大の局へと拡大を続け、福祉保健局の廃止直前では、傘下の部は12と最多、職員数は約4750人で第2位の東京都主税局（約2860人）を大きく引き離していた。再編後は幹部ポストが増えることなどにより、職員数は福祉局が2832人、保健医療局が1954人と合計で約40人の増員となる。

## 沿革
- 1943年：東京都制施行。「民政局」が規定された[3]。
- 1946年：「衛生局」が規定された[3]。
- 1980年：「民政局」から「福祉局」に改称[4]。
- 2002年：「衛生局」から「健康局」に改称[5]。
- 2004年：「福祉局」から「福祉保健局」に改称。健康局は廃止[6]。
- 2004年～2022年：実施見送りないし規模を縮小した2020年・2021年を除く毎年、財政援助団体等監査で社会福祉法人等に対する補助金の過大交付を指摘された[7][8]。
- 2022年
  - 重要困難課題や保健医療・福祉の横断課題への対応力を高めるため、「企画部」を設置[9]。
- 2023年
  - 1月4日：厚生労働省が定め東京都が2021年から実施している若年被害女性等支援事業[10][11][12]に関して、住民監査請求による監査の結果、その経費について再調査を行うことなどが勧告された[13]（詳細は「東京都監査事務局」「暇空茜」「colabo」を参照）
  - 1月27日：小池百合子東京都知事が記者会見で、福祉保健局を7月に廃止し、福祉局と保健医療局を新設することが発表された[14][15]。
  - 7月1日：後継組織である福祉局と保健医療局が発足し、前日を以って福祉保健局を廃止[2]。

## 事業所

### 総務部
局の庶務、議会、文書、組織、広報広聴、調査・統計、企画調整、予算、決算、会計、契約、財産及び物品の管理、工事、人事、定数、福利厚生、研修、区市町村との連絡調整、監理団体に係る調整等の事務を行っている。

### 医療政策部
医療政策の企画調整、医療改革の推進、地域医療対策、救急医療、災害医療、小児救急医療、周産期医療、へき地医療、医療施設等許認可・監視指導、患者の声相談窓口、医療従事者確保対策、免許、医療社会事業、特別区内の死体検案及び解剖、看護師の養成に関する事務を行っている。

### 保健政策部
保健政策の企画調整、保健所事務事業の調整・管理、健康づくりの推進、成人保健対策、難病対策、被爆者援護、臓器移植・献血対策、医療費助成、国民健康保険事業の計画、区市町村・国保団体等指導、審査会、精神保健福祉・難病対策等の専門的対人保健サービス、医事・薬事衛生・食品保健等の生活環境保健サービスに関する事務を行っている。

### 健康安全部
健康安全対策の企画調整、安全性情報の提供、食品の安全確保対策、食中毒対策、薬事関係免許、薬物乱用防止対策、医薬品等の許認可、薬事法等に基づく監視指導、医薬品の広告の適正化、毒劇物・違法ドラッグ対策、国有ワクチンの供給調整、環境に係る健康影響対策、アレルギー・花粉症対策、各種生活衛生対策、動物愛護管理、動物由来感染症対策、水道施設の認可、感染症・結核・後天性免疫不全症候群等の予防対策、感染症・食品・医薬品・水質・環境汚染物質等の試験検査・調査研究・大規模食品製造業・広域に流通する食品・輸入食品等の監視指導・建物衛生対策、薬用植物・有毒植物等の栽培研究・知識の普及啓発、市販生薬の監視指導に必要な標本の整備、都内の卸売市場内に流通する食品の監視指導・試験検査、牛・豚等のと畜に関する検査、輸入食肉や移入枝肉の監視及び検査、犬・猫の捕獲・収容・引取り・譲渡、動物愛護思想の普及啓発、動物取扱業の監視指導、犬・猫の終末処理に関する事務を行っている。

### 感染症対策部
感染症対策部は、東京都における2019年コロナウイルス感染症の流行への対応のため、2020年に設立された。併せて、7月13日付で感染症対策部と健康安全部を専管する健康危機管理担当局長も新設された。

### 都立病院支援部
2022年、都立病院及び公立病院を運営する地方独立行政法人（東京都立病院機構）の設立に伴い発足。

## 関係団体

### 政策連携団体
- 公益財団法人東京都福祉保健財団[18]
- 公益財団法人東京都医学総合研究所[18]

### 報告団体
- 公益財団法人東京都生活衛生営業指導センター[19]

## マスコットキャラクター
- プランちゃん